# Jermano Lo Fo Sang
Jermano Lo Fo Sang (Amsterdam, 11 november 1991) is een Nederlands-Surinaams voetballer die doorgaans speelt als linksback. Hij kwam in het betaald voetbal drie seizoenen uit voor FC Volendam. In juli 2024 verruilde hij VVSB voor Real Sranang.

## Clubcarrière
Lo Fo Sang speelde in de jeugdopleidingen van Ajax en HFC Haarlem. Toen die club in 2010 failliet ging kwam hij bij Zeeburgia waar hij snel vertrok. Hij speelde zaalvoetbal bij ZVV ter Beek Amsterdam uit Diemen en kwam in 2011 bij OFC Oostzaan terecht. Hij speelde daar drie jaar en promoveerde van de derde klasse naar de hoofdklasse. Daarna werd hij in de zomer van 2014 aangetrokken door FC Volendam, dan uitkomend in de Jupiler League. Lo Fo Sang debuteerde hiervoor op 15 augustus 2014 in het betaald voetbal. Op die dag verloor Volendam in eigen huis met 0–2 van N.E.C.. Lo Fo Sang viel in de 82e minuut in voor Oscar Wilffert. Lo Fo Sang verlengde in augustus 2015 zijn contract bij Volendam tot medio 2017, met een optie voor nog een jaar. Begin 2017 werd zijn contract per direct ontbonden vanwege privéomstandigheden en weinig zicht op speelminuten.
In de zomer van 2017 was hij twee weken bij AFC voor beiden uit elkaar gingen. In januari 2018 sloot Lo Fo Sang zich aan bij het Oostenrijkse Karabakh Wien, dat uitkwam op het derde niveau. Na een halfjaar werd de optie in zijn aflopende contract niet verlengd. De ploeg had geen promotie weten te bewerkstelligen en Lo Fo Sang werd te duur bevonden. In januari 2019 keerde de verdediger terug bij OFC Oostzaan. In de zomer van 2021 ging Lo Fo Sang spelen voor Olympia Haarlem. Een half seizoen later verkaste hij naar VVSB. Begin 2024 werd bekend dat Lo Fo Sang VVSB in de zomer zou verlaten.
Lo Fo Sang sloot vervolgens samen met oud-profvoetballer Leroy George aan bij vierdeklasser Real Sranang, waar Danzell Gravenberch de trainer werd.

## Statistieken in het betaalde voetbal
| Seizoen | Club        | Competitie     | Competitie | Competitie | Beker | Beker | Internationaal | Internationaal | Totaal | Totaal |
| Seizoen | Club        | Competitie     | Wed.       | Dlp.       | Wed.  | Dlp.  | Wed.           | Dlp.           | Wed.   | Dlp.   |
| ------- | ----------- | -------------- | ---------- | ---------- | ----- | ----- | -------------- | -------------- | ------ | ------ |
| 2014/15 | FC Volendam | Eerste divisie | 35         | 0          | 3     | 0     | —              | —              | 38     | 0      |
| 2015/16 | FC Volendam | Eerste divisie | 16         | 0          | 1     | 0     | —              | —              | 17     | 0      |
| 2016/17 | FC Volendam | Eerste divisie | 6          | 0          | 0     | 0     | —              | —              | 6      | 0      |
| Totaal  | Totaal      | Totaal         | 57         | 0          | 4     | 0     | 0              | 0              | 61     | 0      |

Bijgewerkt op 18 juni 2025.